# Этвуд, Маргарет
Ма́ргарет Элеано́р Э́твуд (англ. Margaret Eleanor Atwood; род. 18 ноября 1939) — канадская англоязычная писательница, поэтесса, литературный критик, активистка охраны природы и феминистка. Лауреат премии Артура Кларка 1987 года за роман «Рассказ служанки», премии принцессы Астурийской, премии генерал-губернатора Канады (дважды), Букеровских премий 2000 и 2019 года (за романы «Слепой убийца» и «Заветы»), премии Франца Кафки, четырежды финалистка Букеровской премии. Относится к наиболее известным современным англоязычным писателям. Компаньон ордена Канады.

## Биография
Родилась в Оттаве 18 ноября 1939 года, средняя из трёх дочерей энтомолога Карла Эдмунда Этвуда и Маргарет Дороти Килиам, специалиста-диетолога. Из-за исследований отца Маргарет провела большую часть детства путешествуя между Оттавой, Торонто и Су-Сент-Мари. Маргарет окончила школу в 1957-м.
Маргарет Этвуд начала литературную деятельность в 16 лет. В 1957 году поступила в Виктория Колледж Университета Торонто, где публиковала стихи и статьи в журнале «Acta Victoriana». В 1961 году получила степень бакалавра английского языка с отличием, также прошла дополнительные курсы по философии и французскому языку. В 1961 году она получила медаль им. Эдвина Джона Пратта (EJ Pratt) за сборник стихов «Double Persephone». В 1962 году Маргарет получила степень магистра в Колледже Рэдклиффа Гарвардского Университета в Массачусетсе. Она продолжала учёбу ещё в течение двух лет, но не закончила свою докторскую диссертацию «The English Metaphysical Romance».
Маргарет Этвуд вышла замуж за Джима Полка в 1968 году и развелась в 1973 году. После у неё завязались отношения с романистом Грэмом Гибсоном. С ним и двумя его сыновьями она переехала на ферму неподалёку от Аллистона в Онтарио. В 1976 году на ферме у них родился общий ребёнок Элеонора Джесс Этвуд Гибсон. В 1980 году семья переехала обратно в Торонто.

## Карьера

### Художественная литература
Первый сборник стихов Маргарет Этвуд «Double Persephone» был опубликован издательством «Hawskhead Press» в 1961 году. В 1966 году вышел второй сборник, «The Circle Game» , который получил премию генерал-губернатора. С тех пор было опубликовано более 15 сборников её стихов, многие из которых переиздавались, а отдельные стихи появились в журналах и альманахах. Тремя годами позднее, в 1969 году, был опубликован её первый роман «Съедобная женщина» (в российском переводе вышла как «Лакомый кусочек»). В последующем вышли её книги:
- «Постижение» (1972),
- «Мадам Оракул» (1976),
- «Мужчина и женщина в эпоху динозавров» (1979),
- «Телесные повреждения» (1981).

Помимо романов и стихов, она публиковала свои сборники рассказов и научные исследования.
В 1985 году публикуется её роман «Рассказ служанки». Роман был удостоен Премии Генерал-губернатора 1985 года и первой Премии Артура К. Кларка в 1987 году. Книга попала в шорт-лист Букеровской премии 1986 года и Премию Прометея 1987 года. По произведению был снят фильм в 1990, поставлена опера в 2000 году, снят телесериал в 2016 году.
Ее следующие книги часто отмечались национальными и международными книжными премиями: роман «Cat’s Eye»  (1988) был номинирован на Премию Генерал-губернатора 1988 года и шорт-лист Букеровской премии); роман «The Robber Bride» (1993) стал финалистом Премии Генерал-губернатора 1994 года и вошел в шорт-лист Премии Джеймса Типри-младшего; роман «Она же „Грейс“» (1996) стал лауреатом премии Гиллера, финалистом Букеровской премии 1996 года, финалистом Премии Генерал-губернатора 1994 года, лауреатом Оранжевой премии за художественную литературу 1997 года.
В 2000 году Этвуд получила Букеровскую премию и премию Хаммета за роман «Слепой убийца». Роман также был номинирован на Премию генерал-губернатора в 2003 году, Оранжевую премию за художественную литературу и Дублинскую литературную премию в 2002 году.
В 2003-2013 годах выходит её «Трилогия Беззумного Аддама», в которую вошли романы:
- «Орикс и Коростель» (2003),
  - номинированный на Букеровскую премию 2003 года,
- «Год потопа» (2009) и
- «Беззумный Аддам» (2013).

### Детские книги
Этвуд также является автором множества детских книг.  Её первая детская книга была «Up In The Tree» вышла в 1978 с авторскими иллюстрациями.  Книга Этвуд «Wandering Wenda and Widow Wallop’s Wunderground Washery» стала основой анимационного сериала «Wandering Wenda». Трансляция сериала началась на CBC Kids в 2017 году.

### Научная литература
Помимо художественных книг, Маргарет Этвуд является автором множества научных произведений.  В их число входит литературная критика, исследования, автобиографические очерки, обзоры книг, политические и экологические эссе, и другая журналистика. Самыми известными её научными трудами являются «Survival: A Thematic Guide to Canadian Literature», где она рассматривает канадскую литературу с точки зрения выживания и жертвы, и «История долгов наших. Долги и тёмная сторона богатства», где предметом исследования являются заимствование и кредитование с финансовой, психологической, теологической, литературной и экологической точек зрения.

### Библиотека будущего
Этвуд участвует в проекте художницы Кэти Патерсон «Библиотека будущего». В рамках проекта ежегодно один значимый современный писатель передает на хранение свое произведение, которое будет храниться непрочитанным до 2114 года. Маргарет Этвуд стала первым автором, присоединившимся к проекту, передав в мае 2015 года рукопись «Scribbler Moon» (рус. «Летописец Луны»).

### Общественная деятельность
В 2018 году подписала обращение Американского ПЭН-центра в защиту украинского режиссера Олега Сенцова, политзаключенного в России.
24 февраля 2022 года Маргарет коротко осветила войну в Украине на момент Российского вторжения на Украину, а также опубликовала ссылку на фонд помощи государству в Твиттере. Она и сейчас публикует информацию о войне в Украине в соц-сети.
3 мая 2023 года подписала письмо с просьбой предоставить Алексею Навальному экстренную независимую медицинскую помощь

### Награды и премии
- 1987 — Премия Артура Кларка
- 1991, 1993, 1995 — Trillium Book Award[англ.]
- 1999 — Helmerich Award[англ.]
- 2000 — Букеровская премия
- 2008 — Премия принца Астурийского
- 2010 — Премия Нелли Закс
- 2010 — Премия Дэна Дэвида
- 2012 — Медаль Бриллиантового юбилея королевы Елизаветы II
- 2012 — Los Angeles Times Book Prize[англ.]
- 2016 — Золотой венец
- 2017 — Премия Франца Кафки
- 2017 — Премия мира немецких книготорговцев
- 2019 — Букеровская премия
- 2020 — Dayton Literary Peace Prize[англ.]
- 2020 — British Academy President's Medal
- 2020 — Emerson-Thoreau Medal[англ.]
- 2021 — Офицерский крест ордена «За заслуги перед Федеративной Республикой Германия»
- 2022 — Премия Хиченса
- 2024 — Литературная премия имени Ганса Христиана Андерсена[англ.]

### Романы
- 1969 — Съедобная женщина / The Edible Woman
- 1972 — Постижение / Surfacing
- 1976 — Мадам Оракул / Lady Oracle
- 1979 — Мужчина и женщина в эпоху динозавров / Life Before Man
- 1981 — Телесные повреждения / Bodily Harm
- 1985 — Рассказ служанки / The Handmaid's Tale
- 1988 — Кошачий глаз / Cat’s Eye
- 1993 — The Robber Bride
- 1996 — Она же «Грейс»[англ.] / Alias Grace
- 2000 — Слепой убийца / The Blind Assassin
- 2005 — Пенелопиада / The Penelopiad
- 2014 — Scribbler Moon (будет опубликована в 2114)
- 2015 — The Heart Goes Last — до публикации в полном виде этот роман также издавался по частям отдельными выпусками:
  - 2012 — I'm Starved For You: Positron, Episode One
  - 2012 — Choke Collar: Positron, Episode Two
  - 2013 — Erase Me: Positron, Episode Three
  - 2013 — The Heart Goes Last: Positron, Episode Four
- 2016 — Ведьмино отродье / Hag-Seed
- 2019 — Заветы / The Testaments

#### Трилогия Беззумного Аддама / The MaddAddam Trilogy
1. 2003 — Орикс и Коростель / Oryx and Crake
2. 2009 — Год потопа / The Year of the Flood
3. 2013 — Беззумный Аддам / MaddAddam

### Сборники рассказов
- 1977 — Dancing Girls
- 1983 — Murder in the Dark
- 1983 — Bluebeard's Egg
- 1991 — Wilderness Tips
- 1992 — Good Bones
- 1994 — Good Bones and Simple Murders
- 1996 — The Labrador Fiasco
- 2006 — The Tent
- 2006 — Moral Disorder
- 2014 — Stone Mattress

### Поэтические сборники
- 1961 — Double Persephone
- 1964 — The Circle Game
- 1965 — Expeditions
- 1966 — Speeches for Doctor Frankenstein
- 1968 — The Animals in That Country
- 1970 — The Journals of Susanna Moodie
- 1970 — Procedures for Underground
- 1971 — Power Politics
- 1974 — You Are Happy
- 1976 — Selected Poems
- 1978 — Two-Headed Poems
- 1981 — True Stories
- 1983 — Love Songs of a Terminator
- 1983 — Snake Poems
- 1984 — Interlunar
- 1966–1984 — Selected Poems  (Canada)
- 1976–1986 (US) — Selected Poems II
- 1995 — Morning in the Burned House, McClelland & Stewart
- 1965–1995 (UK,1998) — Eating Fire: Selected Poems
- 2007 — The Door
- 2020 — Dearly[22]

### Детские книги
- 1978 — Up in the Tree
- 1980 — Anna’s Pet (with Joyce C. Barkhouse)
- 1990 — For the Birds (with Shelly Tanaka)
- 1995 — Princess Prunella and the Purple Peanut
- 2003 — Rude Ramsay and the Roaring Radishes
- 2006 — Bashful Bob and Doleful Dorinda
- 2011 — Wandering Wenda and Widow Wallop’s Wunderground Washery

### Нон-фикшн
- 1972 — Survival: A Thematic Guide to Canadian Literature
- 1977 — Days of the Rebels 1815–1840
- 1982 — Second Words: Selected Critical Prose
- 1986 — Through the One-Way Mirror
- 1995 — Strange Things: The Malevolent North in Canadian Literature
- 2002 — Negotiating with the Dead: A Writer on Writing
- 1982–2004 — Moving Targets: Writing with Intent
- 1983–2005 — Writing with Intent: Essays, Reviews, Personal Prose
- 2008 — История долгов наших. Долги и тёмная сторона богатства /Payback: Debt and the Shadow Side of Wealth

### Графический роман
- 2016 — Angel Catbird